# Skittsekallojåkka
De Skittsekallojåkka is een bergrivier die stroomt in de Zweedse gemeente Kiruna. De rivier krijgt haar water uit eerst het Pajep Tjuolmajaure en later het Vuolep Tjuolmajaure, stroomt zuidoostwaarts naar de Kårverivier. Het riviertje is ongeveer 3 kilometer lang.
Bij de verzweedsing van de Saaminaam is het misgegaan. In het Samisch heet de rivier Skihččejohka. Het is verbasterd tot Skittsekallojåkka of Skittsekallojåkkå, Skitsijåkka of Skitsijåkkå. Ook Skitskalojåkka komt voor.
Afwatering: Skittsekallojåkka → Kårverivier → Tavvarivier → Lainiorivier → Torne → Botnische Golf